# Aït Imour
Ait Imour (franska: Ait Imour (CR), Ait Imour (Commune Rurale), arabiska: اكفاي) är en kommun i Marocko.   Den ligger i prefekturen Marrakech och regionen Marrakech-Safi, i den centrala delen av landet, 300 km sydväst om huvudstaden Rabat. Antalet invånare är 12 164.